# Cobertura morta

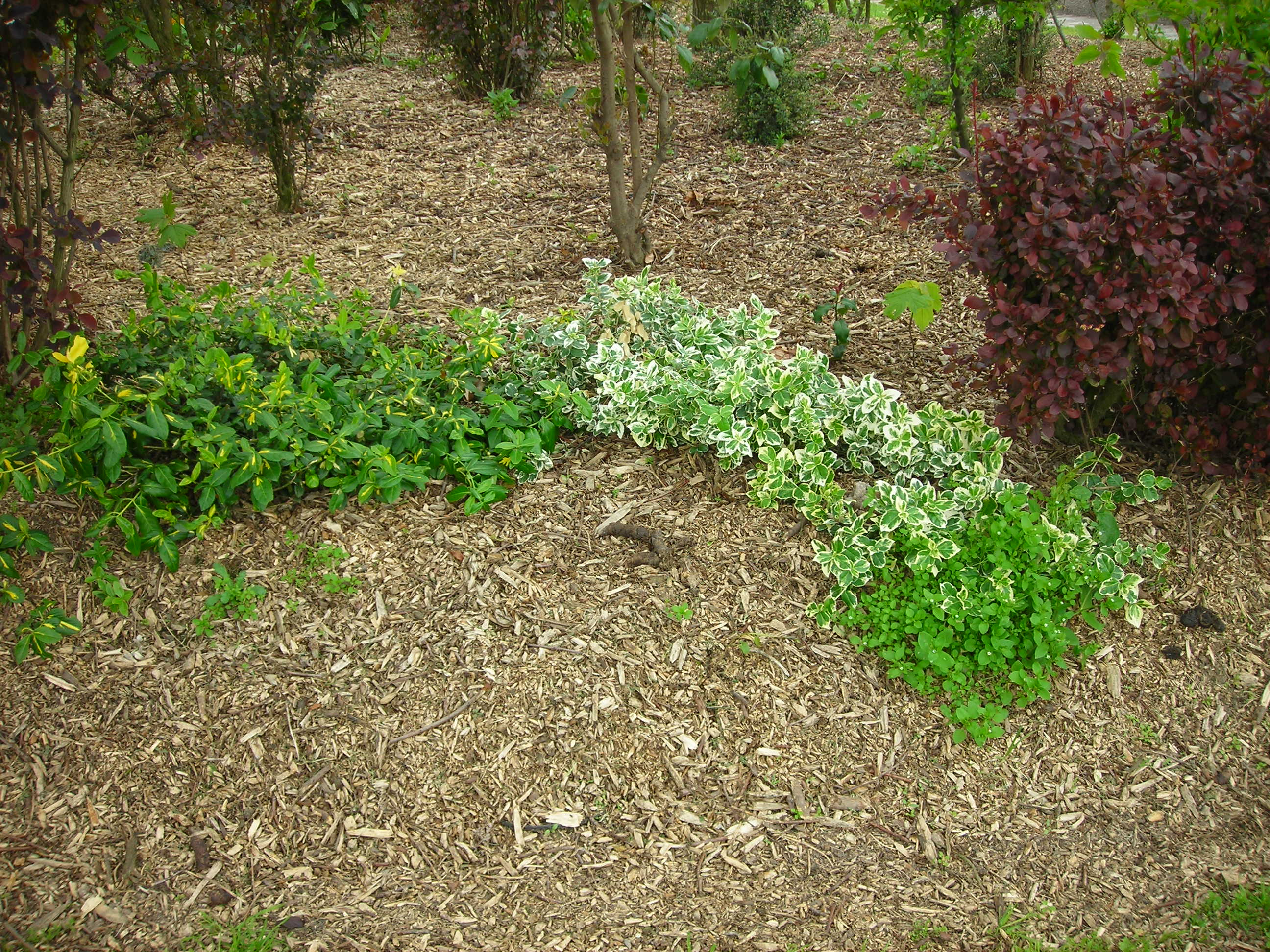
material orgânico, Súber

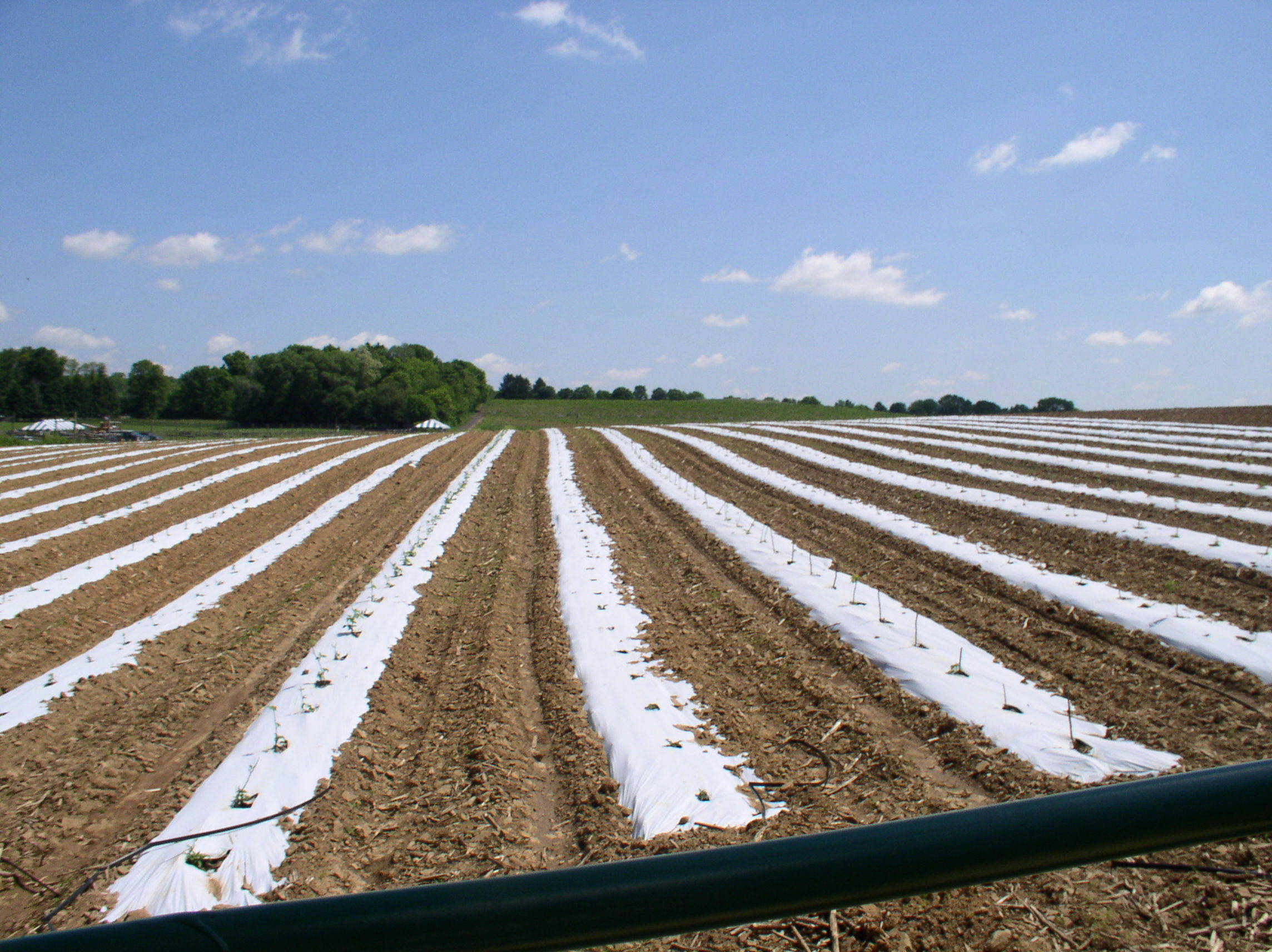
filme plástico

Cobertura morta (do inglês mulching, “guarnecer com um manto”)  é uma técnica utilizada em jardinagem e agricultura para proteger o solo da erosão, do empobrecimento causados pela remoção da camada superior por agentes externos, como vento e chuvas, e da perda de humidade e temperatura (é uma barreira física à transferência de energia e vapor d'água entre o solo e a atmosfera).
Consiste na aplicação de uma camada de material orgânico seco resistente às intempéries, como folhas, serragem, palha, casca de árvores, ou de um filme plástico na superfície do solo.
Permite a diminuição da infestação de invasores e doenças, provoca a modificação da temperatura do solo e do ar próximo a ele, diminui a compactação do solo e evita o contato direto dos frutos com o solo. Evita ainda o impacto direto da chuva com o solo, que provocam a erosão e reduz a umidade relativa no interior de estufas, prevenindo a perda de nutrientes por lixiviação (extração de matérias solúveis de um produto por meio de solventes).
A manta, quando é feita com a utilização de filme plástico aumenta significativamente o fluxo de calor acima dela, o que contribui para um melhor desenvolvimento da cultura, e pode reduzir o aumento da temperatura abaixo, no solo, por provocar a retenção de líquido. Se for usado plástico branco opaco, além da retenção de líquido, haverá também o rebatimento da luz solar, levando a que o solo aqueça ainda menos.
Na agricultura, é aplicada em culturas de morango, aspargos melão, tomate, abacaxi, uva, berinjela, pepino, alface e pimentão.